# Крвна плазма
Крвна плазма, поред крвних ћелија, сачињава крв. То је безбојна, односно жућкаста течност.
Крвна плазма је у ствари водени раствор неких органских и неорганских материја. Састоји се од 90% воде, док од неорганских материја доминира натријум-хлорид (NaCl) са око 0,9%, који и даје сланкаст укус крви. Такође садржи врло мале количине калцијумове и магнезијумове соли, мале количине шећера (око 0,1%), неке масне материје, хормоне, кисеоник и угљен-диоксид. У крвној плазми се налазе све материје ресорбоване из система за варење. Такође, 7% - 9% крвне плазме чине крвне беланчевине, које саме крвне ћелије стварају: албумини, глобулини и фибриноген. Албумини су раствориви у води и дају вискозност крви, имуноглобулини (или само глобулини) су такође раствориви у води, а стварају антитела у борби против болести, док фибриноген служи да се при повреди претвори у фибринску мрежу, нерастворљиву у води.